# Pointe du Raz
La pointe du Raz ([ʁɑ], nom local en breton Beg ar Raz) est un promontoire rocheux constituant la partie la plus avancée vers l'ouest du cap Sizun, face à la mer d'Iroise, au sud-ouest du Finistère. Située à l'ouest de la commune de Plogoff, elle forme une « proue » d'une hauteur de 72 mètres dominant le raz de Sein. C'est l'un des sites les plus emblématiques des côtes granitiques de la Bretagne, qui a été classé en 1987 et a obtenu en 2004 le label Grand Site de France.

## Géographie

### Situation géographique

Dans le détail le cap Sizun est formé de deux pointes rocheuses, la pointe du Van au nord, la pointe du Raz au sud, encadrant la baie des Trépassés.

Ce site naturel classé forme la branche inférieure d'un trident rocheux fendant la mer d'Iroise à l'ouest du Finistère, avec ses trois pointes : la pointe Saint-Mathieu, la presqu'île de Crozon et la pointe du Raz. Il est situé à l'extrémité occidentale du cap Sizun.

### Cadre géologique

Carte géologique du Massif armoricain.

La pointe est située à l'une des extrémités occidentales du Massif armoricain. Elle correspond au prolongement occidental du domaine centre armoricain (synclinorium médio-armoricain) et du domaine sud armoricain (domaine hercynien). S'inscrivant dans le cadre géologique du cap Sizun, elle est située juste au sud du prolongement occidental du cisaillement sud-armoricain (CSA) qui constitue un « Y » horizontal dont la base du raz de Sein à Quimper se divise en deux grands accidents linéamentaires (branche nord s'étendant vers l'est en direction d’Angers, branche sud en direction de Nantes).
C'est le CSA qui guide la mise en place de la ceinture des leucogranites en feuillets ou en lobes qui la jalonne, depuis la pointe jusqu'à Nantes. Sur le plan pétrographique, ce massif est ainsi constitué par un leucogranite à deux micas (biotite et muscovite) de grain très fin (millimétrique) dont le faciès varie selon la distance au cisaillement. « La texture grenue devient fréquemment mylonitique planaire. Les grains de quartz forment des structures en mortier autour des autres minéraux. Le microcline est dominant, son maclage fin est souvent estompé par la tectonique. Le plagioclase (oligoclase) est automorphe. Les muscovites losangiques sont nettement plus abondantes que les biotites, plus petites et plus nettement orientées, ce qui indiquerait une muscovitisation tardive. Sphène et apatite sont les minéraux accessoires. La muscovitisation affecte généralement le granite dans sa masse ». Cette roche plutonique présente une déformation très hétérogène qui se traduit notamment par un débit en lames de quelques décimètres d'épaisseur, très redressées et orientées est-ouest (orientation plus ou moins mylonitique), parallèlement au CSA. Les axes de structuration hercynienne (N 110 °E) s'expriment par les deux grands accidents linéamentaires et la morphologie actuelle de la pointe.

### Climat
Le climat de la pointe du Raz est, du moins selon les relevés de la période 1960-1990, un climat supra-méditerranéen (avec étés frais) de type csb dans la classification de Köppen[réf. nécessaire]. En effet :
- Les hivers sont doux et humides (voir le tableau climatique ci-dessous).
- Les étés sont secs et frais.
  - La température moyenne du mois le plus chaud (ici août) y est inférieure à 22 °C.
  - Le mois de juillet connaît une saison sèche (2T > P et P < 30 mm).
- L'écart entre les précipitations moyennes du mois le plus pluvieux et celles du mois le plus sec est supérieur à un facteur 3 (le facteur est de 3,007).

| Mois                     | jan. | fév. | mars | avril | mai  | juin | jui. | août | sep. | oct. | nov. | déc. | année |
| ------------------------ | ---- | ---- | ---- | ----- | ---- | ---- | ---- | ---- | ---- | ---- | ---- | ---- | ----- |
| Température moyenne (°C) | 7,5  | 7,1  | 8,2  | 9,6   | 11,9 | 14,3 | 16,1 | 16,2 | 15,4 | 13,3 | 10,2 | 8,5  | 11,5  |
| Précipitations (mm)      | 83,3 | 72,8 | 61,6 | 44,9  | 49,4 | 33,9 | 28,3 | 35,9 | 51,2 | 72,5 | 74,6 | 85,1 | 693,4 |

## Lieu touristique
Le peintre Eugène Boudin, un des mentors de l'impressionnisme, séjourne dès 1855 en Bretagne et y effectuera plus de 23 déplacements. Il fait un long voyage entre Le Croisic et la pointe du Raz en passant par Pont-Aven.

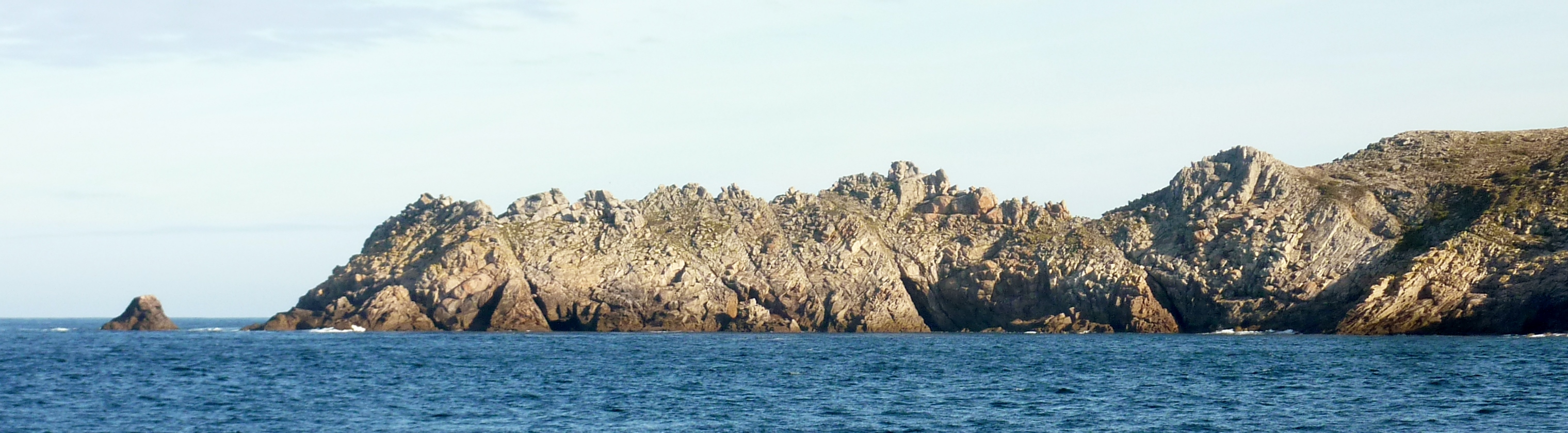
La pointe du Raz (rive sud) vue de la mer : la plate-forme sommitale qui surplombe de 70 m la mer d'Iroise, descend lentement vers l'océan et sa pointe extrême n'est plus qu'à 45 m au-dessus de la mer.

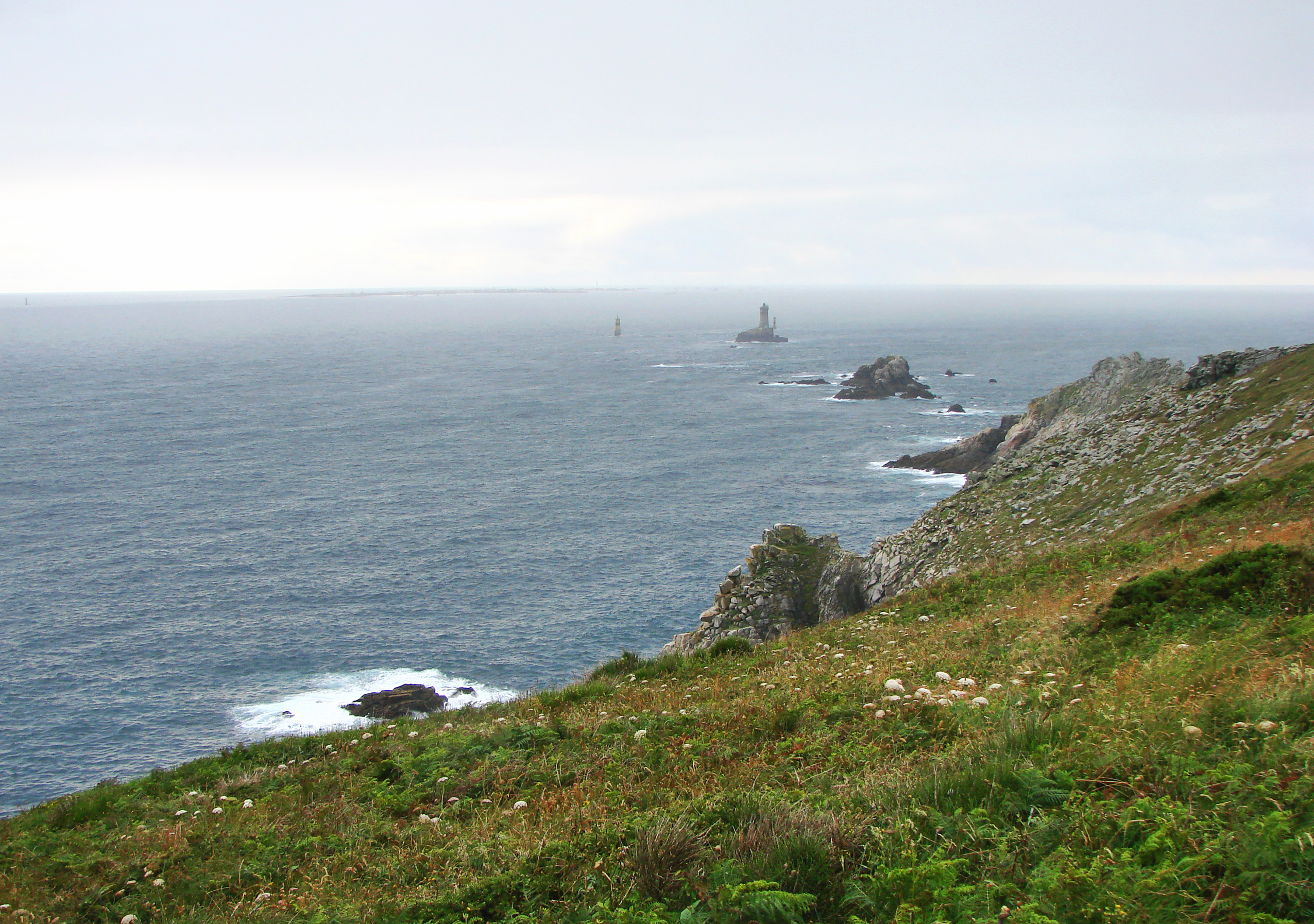
Pointe du Raz, au loin l'île de Sein. Géomorphosite du cap Sizun, il se caractérise par un versant (formé d'une pente sommitale ventilée, de segments de versants réglés recouverts de pierriers de pente, et d'une falaise sur lesquelles se développent des ceintures de végétation selon les degrés d'exposition au sel et au vent) qui relie parfois une surface sommitale (surface d'érosion comprenant des altérites caillouteuses et sableuses) à une surface basale (l'estran comprenant un platier rocheux).

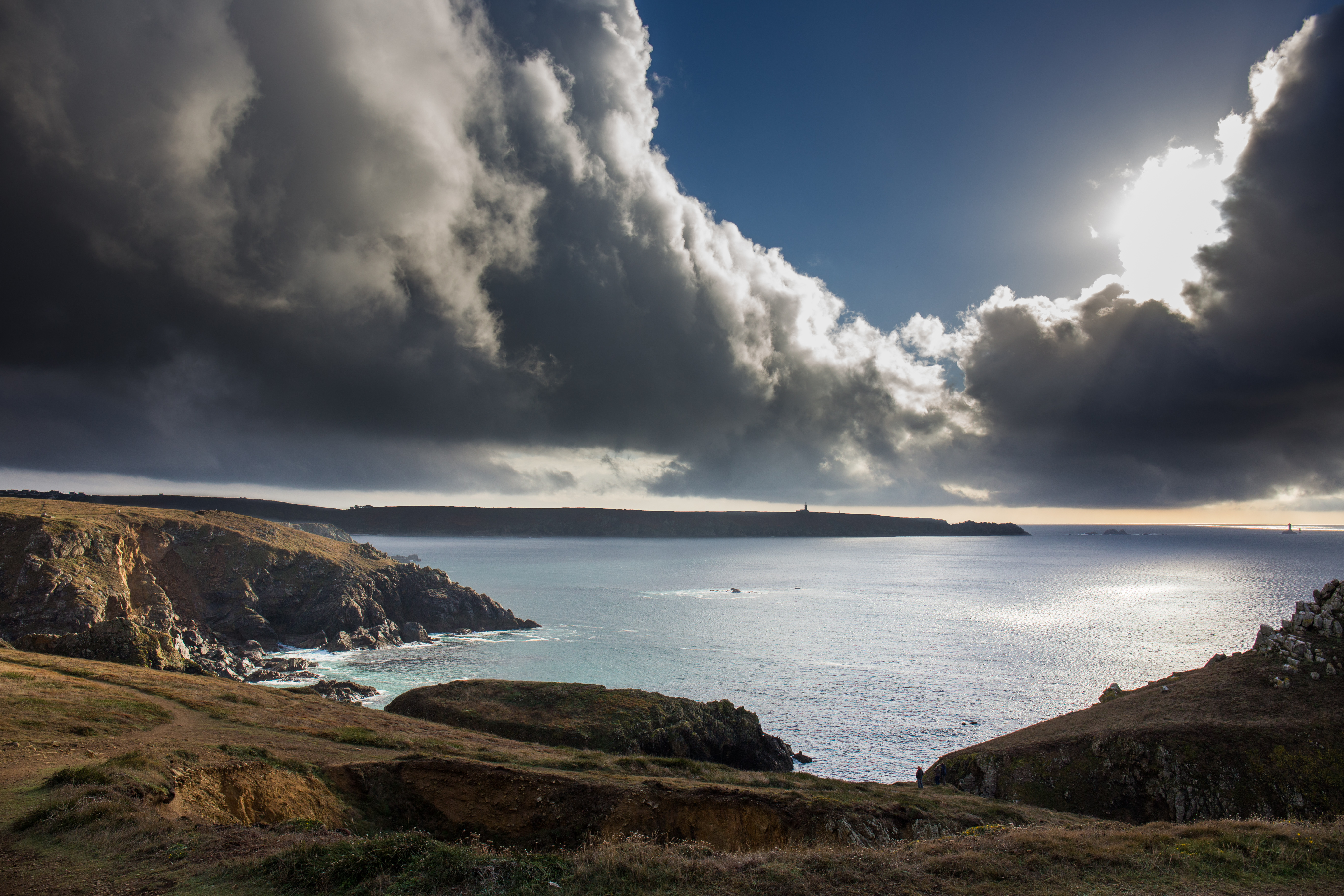
Pointe du Raz, vue de la pointe du Van.
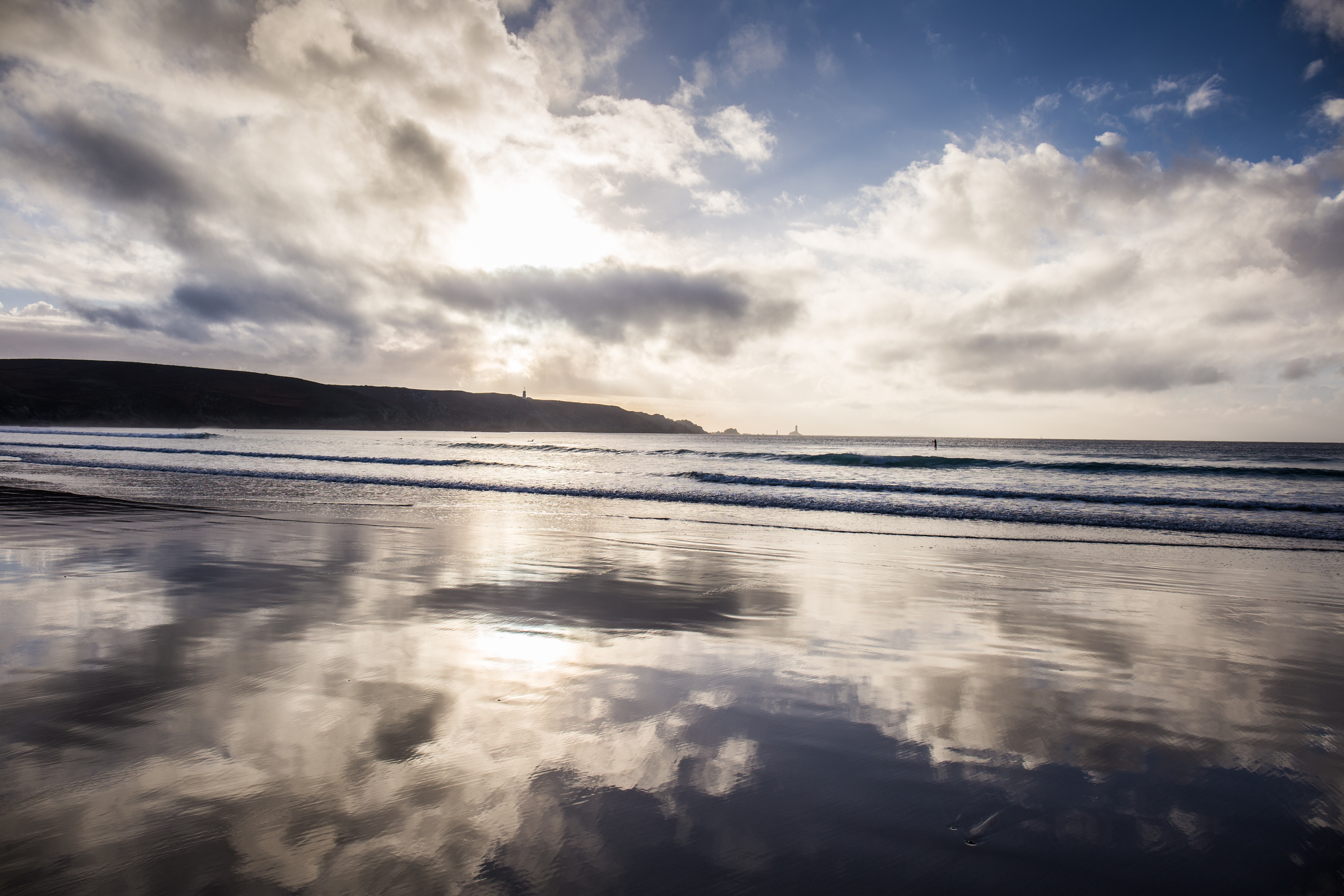
Pointe du Raz, vue de la baie des Trépassés.

Site naturel de notoriété internationale, il fait l'objet d'une importante fréquentation touristique (en 1990, un demi-million de visiteurs par an pour 4 300 habitants, 1 million aujourd'hui). Cette pression humaine, et notamment le surpiétinement qui conduit à la dégradation paysagère et écologique du site, a nécessité des mesures de protection environnementale dans le cadre d'une opération Grand site national, pour restaurer son couvert végétal composé principalement de bruyère, et d'une mise en valeur du territoire. Cinq hôtels se sont partagés la pointe simultanément. Ils sont détruits par l'armée allemande à la fin de la Seconde Guerre mondiale. Deux sont reconstruits sur le site inscrit en 1942 : l'hôtel de l'Iroise en 1952 et l'hôtel de l'Atlantique six ans plus tard. En 1958, les élus locaux décident de rationaliser le développement de baraquements commerciaux et votent la construction d'une cité commerciale qui sort de terre en 1962. Regroupant quatorze enseignes jouxtant le sémaphore, elle est organisée autour d'un parking payant l'été de deux hectares en forme de « piste d'aviation » et recouvert d'un bitume rouge, peut-être supposé évoquer la couleur des bruyères en fleurs. Le programme gouvernemental « Cent mesures pour l'amélioration de l'environnement » en 1970, visant à restaurer la naturalité de la pointe, se heurte à la réticence des commerçants et au projet de centrale nucléaire de Plogoff qui remet en cause l'argumentaire pour la préservation du site. La pointe est un site classé le 21 décembre 1987 et est inscrite au programme de réhabilitation des grands sites nationaux dégradés. Les deux hôtels sont démolis en juin 1996, et la cité commerciale en avril 1997. Parallèlement, un nouveau centre commercial et deux parkings sont construits 800 mètres à l'est du sémaphore, dans la vallée de Bestrée, pour être à peine visibles de la pointe, des chemins de randonnée sont aménagés, et à partir de 1995, des méthodes de restauration passives (mise en défens par monofil ou bifils) mais aussi actives (revégétalisation par reconquête spontanée, transplant de mottes, dépôt de broyats de lande fauchée, ensemencement hydraulique) sont mises en œuvre et font l'objet de suivis scientifiques réguliers par des chercheurs du SEPNB, en liaison avec le Conservatoire botanique national de Brest et le Conservatoire du littoral,. La réhabilitation est menée en 1996-2000 dans le cadre d'un programme financé par l'État et des entreprises mécènes pour faire de ce lieu un Grand site de France. Cette gestion lui vaut l'obtention du label Grand Site de France en 2004, puis son renouvellement sur un périmètre étendu en 2012 (ensemble des espaces naturels côtiers, soit 2 000 ha et 4 communes), suivi d'un second renouvellement le 31 juillet 2019 (8 700 ha et 5 communes). Le Syndicat mixte pour l'aménagement et la protection de la pointe du Raz et du Cap Sizun (rassemblant la communauté de communes Cap Sizun - Pointe du Raz, le Conservatoire du littoral et le conseil départemental du Finistère) assure la gestion du site.

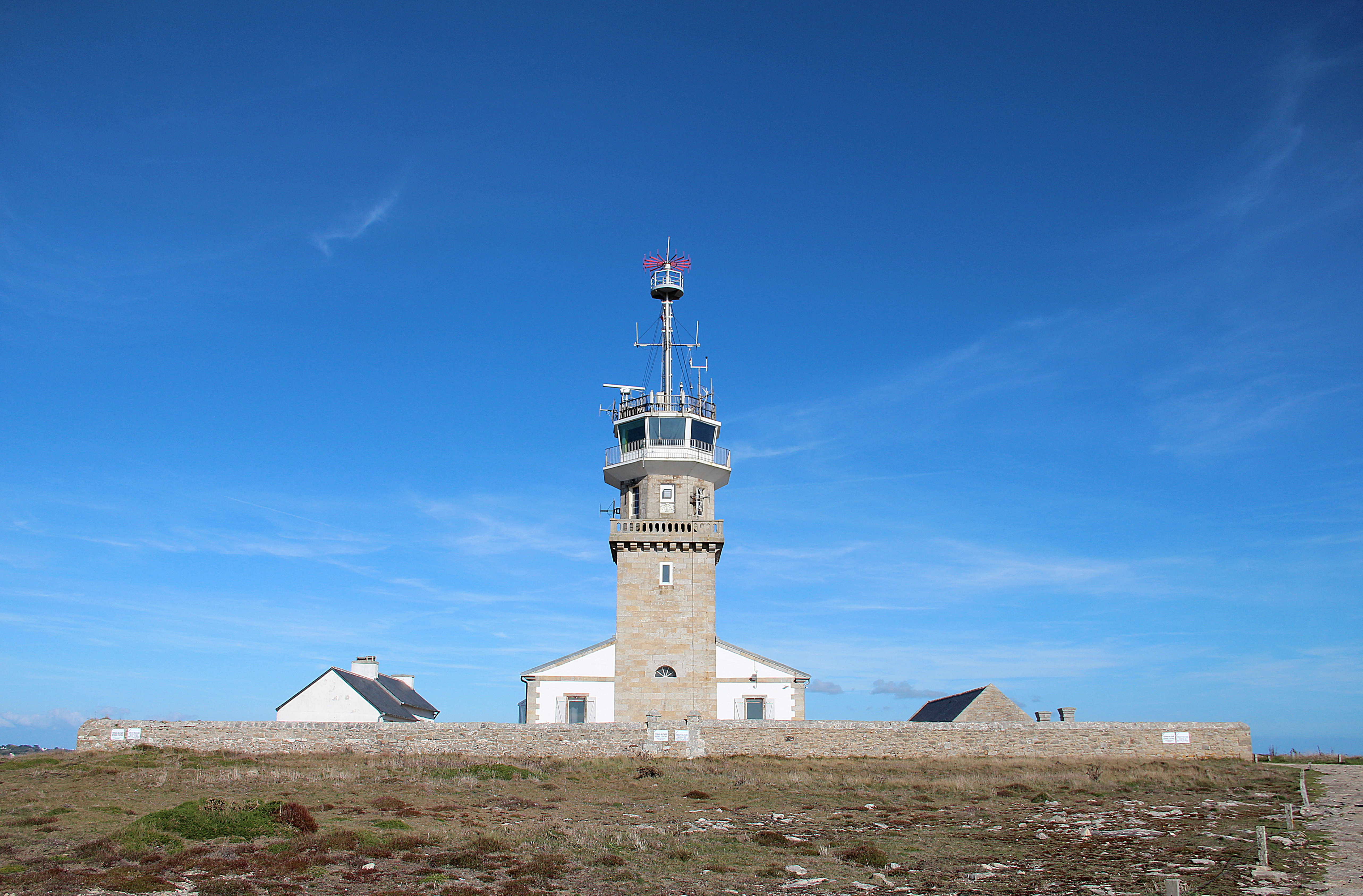
Un des 59 sémaphores de surveillance des littoraux français.

L'île de Sein, située à 8 km à l'ouest sur la chaussée de Sein, est séparée de la pointe du Raz par le raz de Sein dont les violents courants sont à l'origine de la toponymie du site. Deux phares automatisés sont établis sur des îlots de ce dernier : La Vieille et Tévennec. La statue de Notre-Dame des Naufragés, sculptée par Cyprian Godebski, et un sémaphore sont placés à l'extrémité du plateau sommital. De nombreuses légendes sont racontées depuis toujours par les habitants et étaient autrefois perpétuées par les guides locaux...

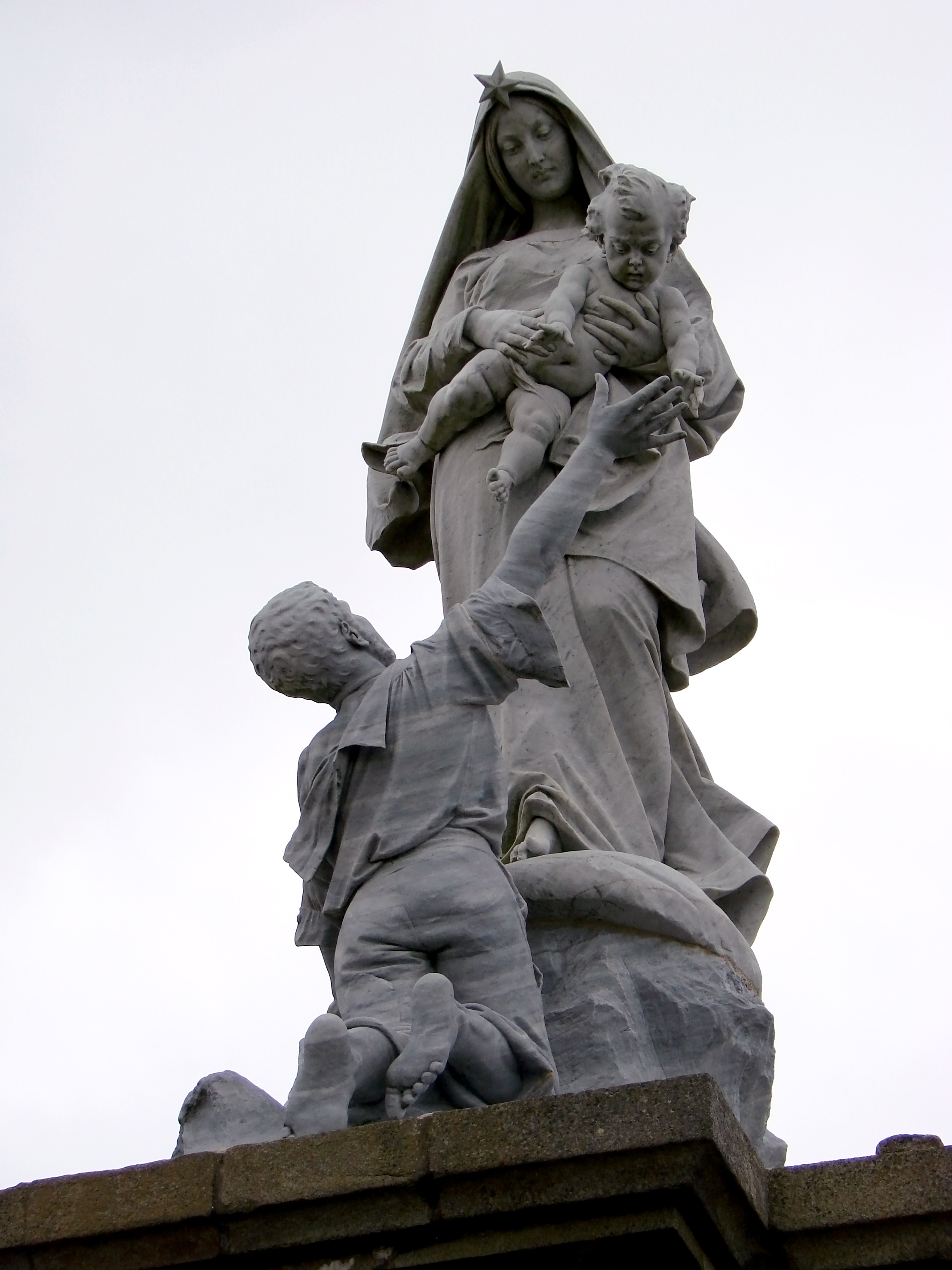
Notre-Dame des Naufragés, statue en marbre de Cyprian Godebski.

L'Enfer de Plogoff, galerie creusée par la mer sous la pointe, est réputé pour être le lieu où le flot dépose les noyés. Il est ainsi décrit dans une revue touristique en 1907 : « ... gouffre en forme d'entonnoir où la mer s'engage et gronde avec de sourdes détonations jusqu'à la paroi abrupte où l'on voit, en se penchant, le jour et la mer de l'autre côté d'une fissure qui perce comme un tunnel la masse du cap ».
La beauté du site est renforcée par celle des côtes proches qui s'incurvent au nord le long d'une grande plage sableuse au fond de la baie des Trépassés, fermée par la pointe du Van au-delà de laquelle s'étend l'immense baie de Douarnenez fermée par le cap de la Chèvre. Vers le sud s'étend la baie d'Audierne.
Un espace commercial et un parking payant sont construits à une distance respectable, reliés au site par une navette de bus et des chevaux du centre équestre de Plogoff. 
Un sentier européen de grande randonnée de 3 050 km, le sentier européen E5, relie la pointe du Raz à Venise. Le GR 34, qui longe toutes les côtes bretonnes depuis le mont Saint-Michel jusqu'à Saint-Nazaire, passe également par ce site. L'itinéraire touristique « Route du Vent Solaire » va de la pointe du Raz à celle de Penmarch en longeant la baie d'Audierne.

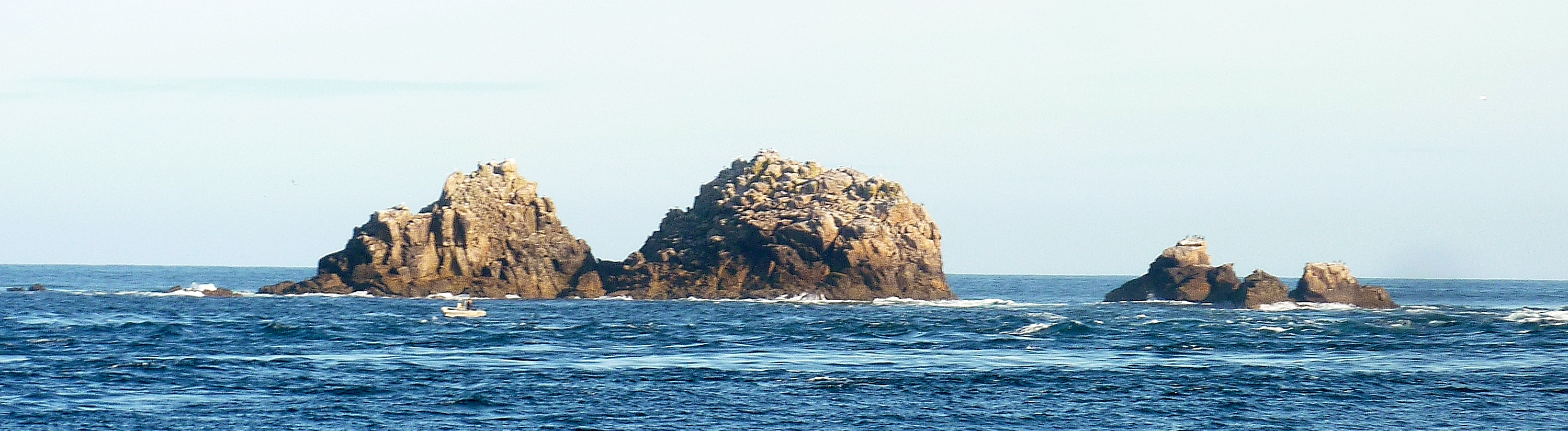
Les rochers (Gorle Greiz) situés à l'ouest de la pointe du Raz vus de la mer.

## Toponymie
Le terme raz désigne en breton un courant rapide. Cependant le terme breton est un emprunt au français ras, raz de même sens ,. Il est issu du norrois rás par l'intermédiaire du vieux normand ras (attesté dès 1120 avec le Ras de Catte, aujourd'hui raz de Barfleur). Il a également donné le composé raz-de-marée et est de même origine que le mot anglais race « course », mentionné dès le XIIIe siècle, également au sens de « fort courant d'eau », issu lui aussi du norrois.
Avant le XIXe siècle, la Marine royale mentionnait le passage ou la pointe du Raz de Fontenoy (puis Fontenay). Cela distinguait ce « raz » par la fontaine (ou plutôt la source) située dans une crique se trouvant à 1 km de la pointe, sur la face Sud du promontoire. Ce lieu est toujours dénommé Feunteun aod, la fontaine de la côte en breton, laquelle était appréciée des bateaux, même de très grande taille, pour s'y ravitailler en eau, car la mer y est très profonde à peu de distance de la côte.
C'est cette particularité qui avait amené Électricité de France à envisager de créer une centrale nucléaire en ce lieu, car un petit port artificiel y était prévu pour amener l'énorme chaudière par voie de mer (voir Affaire de Plogoff).
Au XIXe siècle, c'est l'appellation Bec du Raz, démarquage du nom breton, Beg ar Raz qui prévalait dans l'administration des « phares et fanaux ». Le passage du Raz tend ensuite à être dénommé le Raz de Sein.

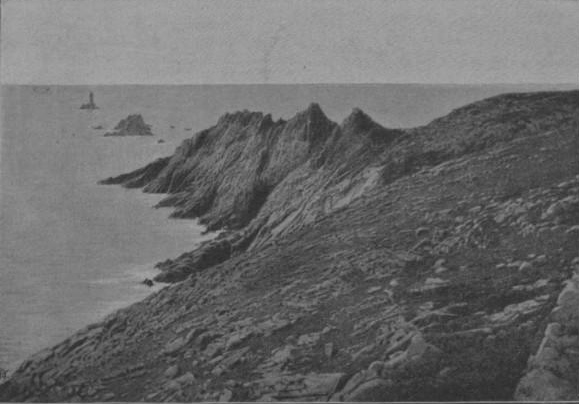
La pointe du Raz en 1899 (photographie de Marcel Monmarché)
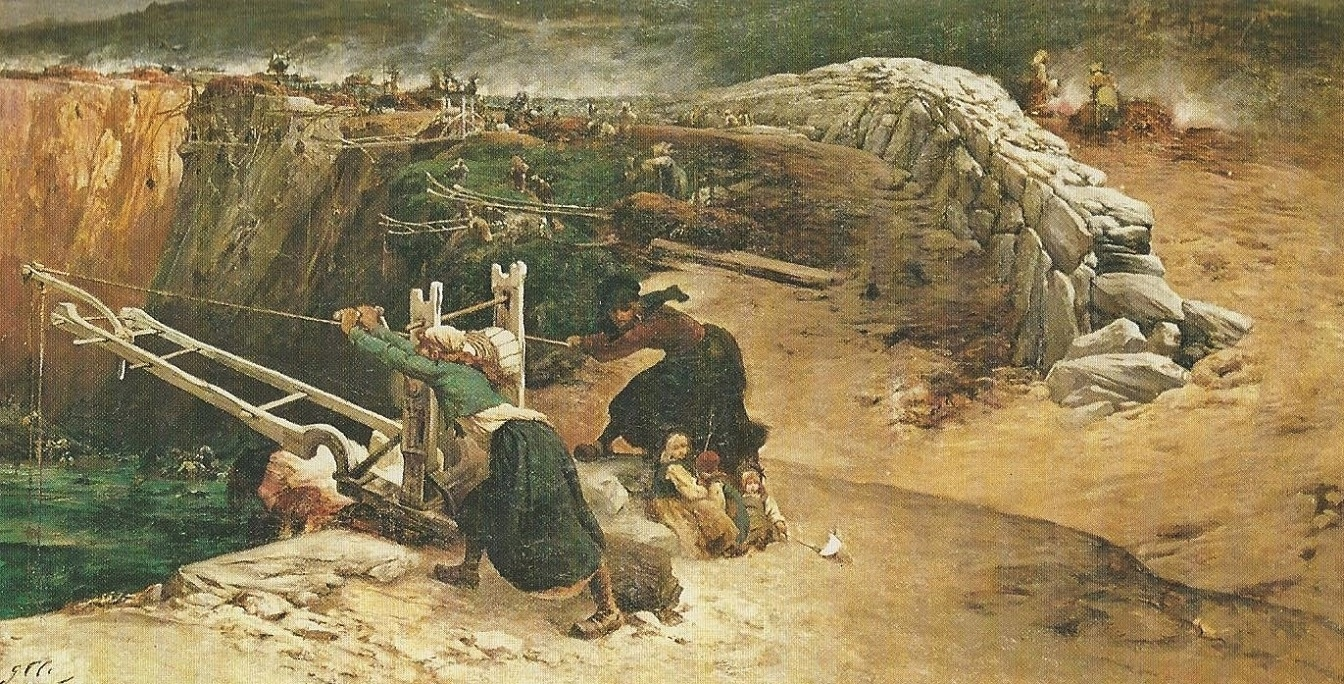
Georges Clairin : Les brûleuses de varech à la Pointe du Raz (1882).

## Histoire
« Dans l'entre-deux-guerres, la pointe du Raz est élevée au rang de curiosité touristique nationale patronnée par le Touring Club de France. (...) Autour des hôtels, des cabanons, des garages et des kiosques à souvenirs fleurissent de manière anarchique, les voitures automobiles roulent à même la lande, les bibelots « soi-disant bretons » ont pignon sur étal (...). Les amoureux du lieu s'émeuvent. En 1928 un journaliste de La Dépêche de Brest et de l'Ouest écrit sur cette foire de bric et de broc un article au vitriol intitulé sans ambiguïté « On est en train de saboter la pointe du Raz ».

## Les phares et feux du Raz de Sein

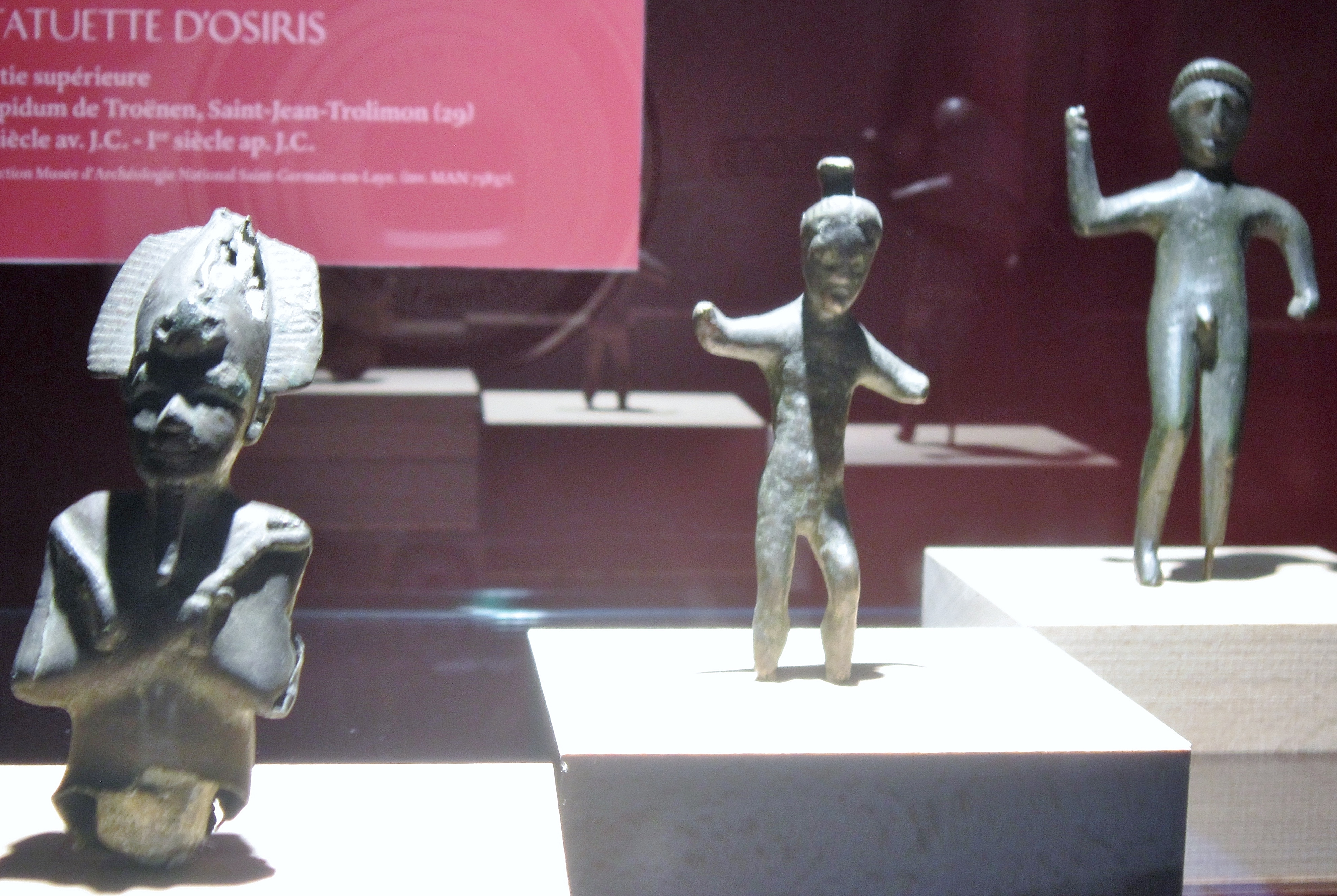
Statuette d'un dieu trouvée à la pointe du Raz (époque gallo-romaine, entre le Ier siècle et le IIIe siècle) [à droite sur la photographie].

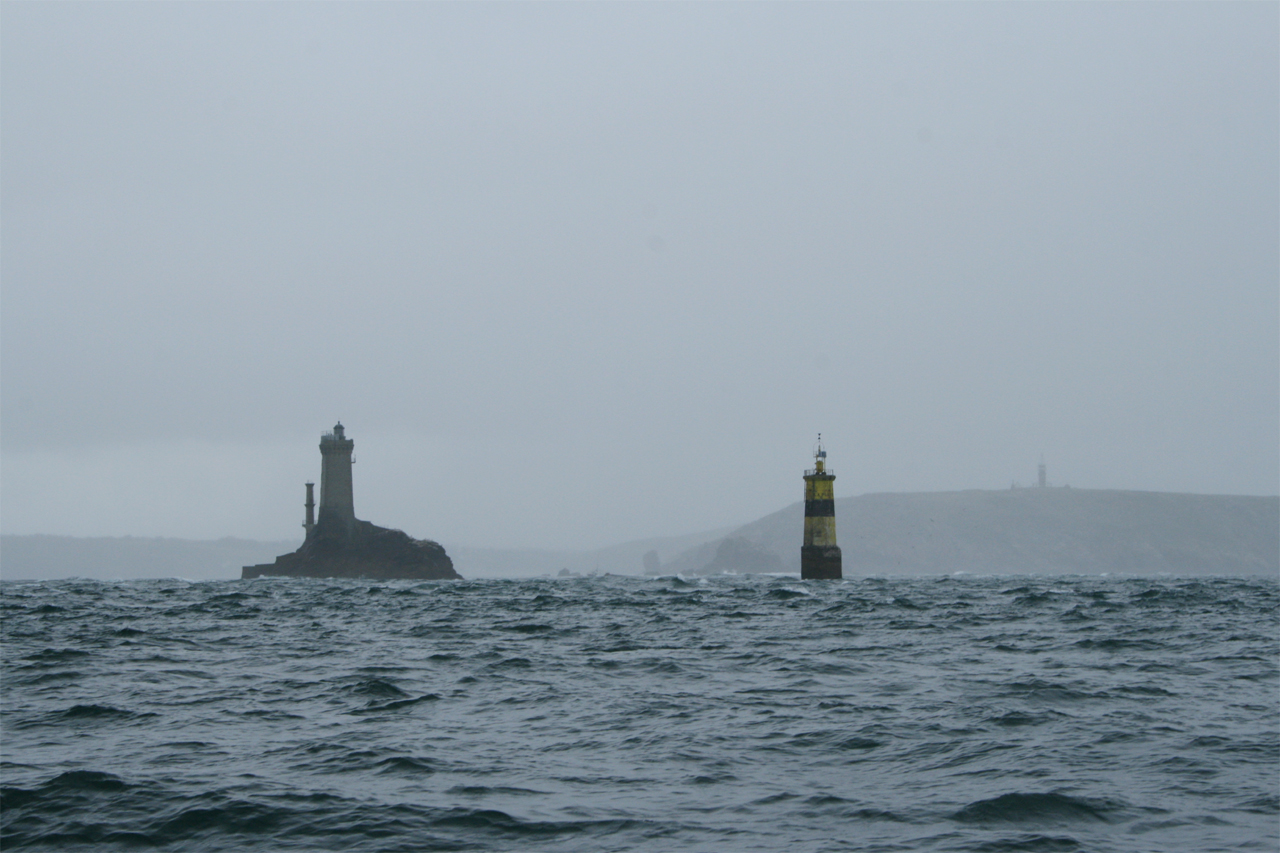
Le phare de la Vieille et la tourelle de la Plate devant la pointe du Raz

Depuis l'Antiquité, le passage entre la pointe du Raz et l'île de Sein, appelé le Raz de Sein, était réputé comme très dangereux pour la navigation et plus particulièrement, la nuit et à la mauvaise saison, en raison de la violence de ses courants marins. C'est pourquoi le phare de la pointe et le phare de l'île furent bâtis dès que les progrès réalisés, durant le premier tiers du XIXe siècle dans les moyens d'éclairage et les équipements optiques, le permirent.

Le rapport de la commission des phares, adopté en 1826, qui définissait le premier réseau d'éclairage maritime français, prévoyait un « phare de premier ordre » à feu fixe au Bec du Raz (ou du Ras). Ce phare d'environ 18 m de hauteur fut construit sous cette appellation en 1839 et allumé en même temps que celui de l’Île de Sein. Il fut éteint en 1887, car remplacé par le phare habité de la Vieille.
Une tourelle en tôle portant un feu plus modeste fut établi vers 1870 à flanc de falaise au Nord-Ouest afin de créer un alignement phare-feu pointant sur l'îlot de la Vieille. Il était appelé « feu de la falaise du Raz » et fut également éteint en 1887,.

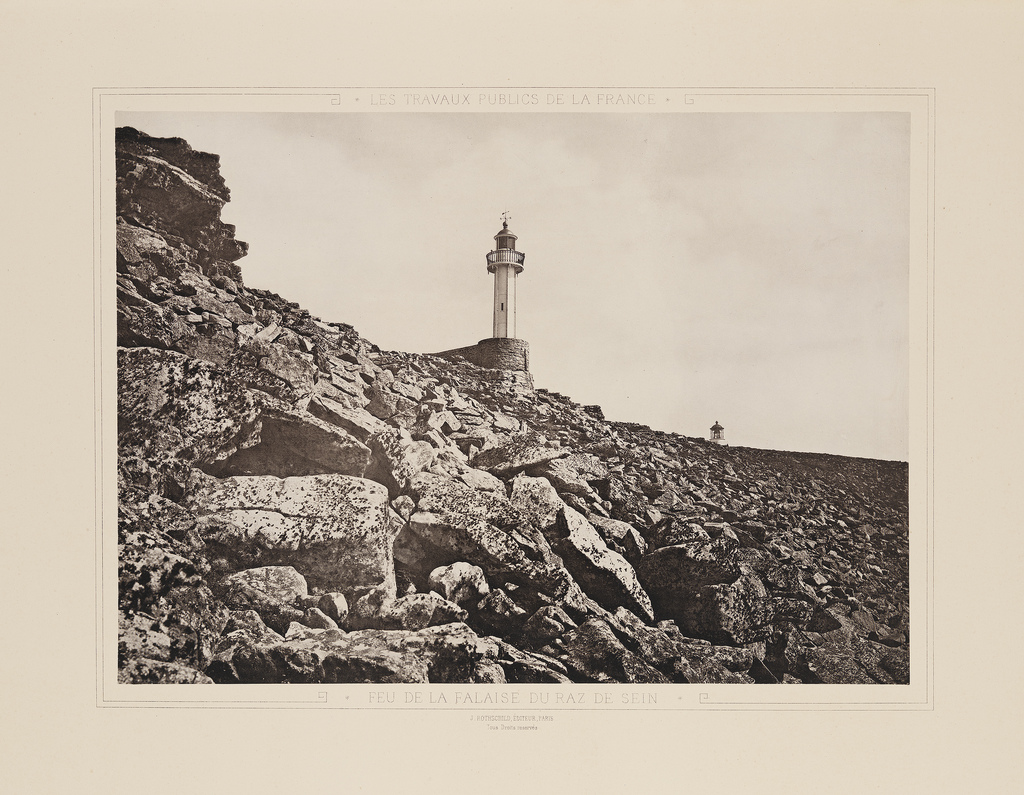
Feu de la falaise du Raz de Sein (vers 1883)

La base du phare du Bec du Raz fut alors remaniée pour en faire un sémaphore.

Un phare habité, le phare de Tévennec, fut construit de 1869 à 1874 sur l'îlot de Tévennec et fut allumé en 1875. En 1910, il fut transformé en feu permanent sans gardien. En 1887, les travaux de la tourelle de la plate furent entrepris sur le platier de « la Plate » non loin du phare de la Vieille alors en construction et ne furent achevés qu'en 1909.

## Accès
L'accès au site est possible en voiture par la D 784 avec un parking payant sauf pour les habitants du Cap Sizun et de l'Île de Sein. Le réseau des autocars BreizhGo dessert aussi le site, avec la ligne 53B le samedi et en transport à la demande le reste du temps.